# Cloaking
Cloaking (dosł. ukrywanie, maskowanie) – technika optymalizacji rankingu stron internetowych, w której zawartość prezentowana wyszukiwarce internetowej jest odmienna od zawartości prezentowanej czytelnikom.
Jest to wykonywane albo za pomocą sprawdzania adresu IP osoby żądającej strony, albo sprawdzania nagłówka programu klienckiego (user agent). Istnieją uprawnione przypadki wykorzystania cloakingu, jak udostępnianie zawartości w technice Adobe Flash czytelnikom, a treści tekstowej wyszukiwarce (która nie rozumie formatu Flash), jednak generalnie cloaking służy do oszukiwania wyszukiwarki i uzyskiwania wyższego rankingu niż jest możliwy bez niego, gdyż opis strony w wyszukiwarce różni się od właściwej zawartości strony. Z tego powodu strony stosujące cloaking są nierzadko trwale usuwane z indeksów większości wyszukiwarek.
Cloaking jest odmianą techniki doorway page.
Podobna technika jest używana przez osoby dopisujące się do katalogu Open Directory Project, jednak różni się ona od klasycznego cloakingu, gdyż służy oszukiwaniu redaktorów katalogu, a nie wyszukiwarek.

## Rodzaje cloakingu
- IP Agent Cloaking (IP Cloaking) – podstawianie innej strony dla robota wyszukiwarki np. dla Googlebota niż dla użytkownika na podstawie rozpoznawania adresu IP mechanizmu/użytkownika wyświetlającego stronę (zobacz: lista adresów IP wyszukiwarek)
- User Agent Cloaking (UA Cloaking) – podstawianie innej strony dla robota wyszukiwarki niż dla użytkownika na podstawie rozpoznawania User Agent mechanizmu/użytkownika wyświetlającego stronę. (zobacz: lista User Agent)
- IP i User Agent Cloaking (IPUA Cloaking)
- Referral Cloaking
- Session Cloaking
- JavaScript Cloaking
- Flash Redirection
- Encrypted Cloaking
- Dobry Cloaking – zalecana przez wyszukiwarki metoda pomocy robotom indeksującym strony